# Gnophomyia axillaris
Gnophomyia axillaris là một loài ruồi trong họ Limoniidae. Chúng phân bố ở vùng Tân nhiệt đới.